# Kjenner
Kjenner är en tidigare tätort i Liers kommun i Buskerud fylke i sydöstra Norge. Orten ligger vid Europaväg 18, nordöst om kommunens centralort Lierbyen.
Sedan 2013 räknas orten som en del av tätorten Oslo.